# Фридрих Геџке
Фридрих Геџке (Friedrich Georg Carl (Friedrich) Gaedcke Бон, 5. јун 1828 – 19.септембар 1890, Демиц) био је немачки хемичар и фармацеут. Први фармацеут који је 1855. године  хемијски изоловао кокаин, најмоћнији алкалоид биљке кока.

## Живот и каријера
Геџке док је радио у апотеци у Ростоку истовремено је у овом граду студирао фармацију између 1850. и 1851. године. По завршетку студија  1856. године преузео је апотеку у Демицу коју је водио наредних 34 године.
Преминуо је у Демицу 1890. године у 62. години живота.

## Дело
Иако је најранија употреба кокаина почела пре хиљадама година када су староседеоци Јужне Америке жвакали листове биљке коке, он за Европљане колонизаторе у Јужној Америци у почетку је имао мали или никакав утицај на глобалну трговину дрогом.  
Такође иако су својства коке као стимуланса и супстанце за сузбијање глади била позната вековима, изолација кокаинског алкалоида није постигнута све до средине 19. века иако су разни европски научници  покушали да изолују кокаин. Ниједан експеримент није био успешан из два разлога: сазнања изн области хемија нису била недовољна у то време, а савремени услови поморског транспорта из Јужне Америке могли су да деградирају кокаин у биљним узорцима доступним европским хемичарима за анализу.  
Изолација кокаине се догодила тек 1850-их када је Геџке открио  хемијски састав алалоида кокаин, који је он назвао еритроксилин (еrythroxylin)  и то откриће објавио у часопису  Archiv der Pharmazie 1855. године.
Од овог открића наставља се хиљадама година стара историја кокаина и почиње нова преко 170 година стара историја кокаина, прво као природне компоненте листа Erythroxylum novogranatense var, а касније као изолованог алкалоида, захваљујући открићу Фридриха Геџкеа.